# Gornje Taborište (Slunj)
Gornje Taborište is een plaats in de gemeente Slunj in de Kroatische provincie Karlovac. De plaats telt 231 inwoners (2001).